# Tebikerai
Tebikerai ist ein Motu am Nordende des Maiana-Atolls in den zum Inselstaat Kiribati gehörenden Gilbertinseln im Pazifischen Ozean mit einer Landfläche von ungefähr 24,8 Hektar. Auf der Insel befindet sich der gleichnamige Ort mit 109 Einwohnern (Stand: 2020) auf einer Fläche von 0,1 km².

## Geographie
Tebikerai befindet sich am Nordende des Atolls. Die Insel liegt südlich der Nordspitze, zur Lagune hin versetzt.
Im Ort gibt es ein Versammlungshaus. Eine Kanupassage verläuft westlich des Motu auf die hohe See hinaus. Im Osten auf der Hauptinsel des Maiana-Atolls liegt Tekaranga.

## Klima
Das Klima ist tropisch heiß, wird jedoch von ständig wehenden Winden gemäßigt. Ebenso wie die anderen Orte des Maiana-Atolls wird Tebikerai gelegentlich von Zyklonen heimgesucht.